# سنات
سنات (به لاتین: Sannat) یک منطقهٔ مسکونی در مالت است. سنات ۳٫۸ کیلومتر مربع مساحت و ۲٬۱۱۷ نفر جمعیت دارد.

## خواهرخوانده
شهر پیسونیانو خواهرخواندهٔ سنات هست.